# Eumida bahusiensis
Eumida bahusiensis är en ringmaskart som beskrevs av Bergström 1914. Eumida bahusiensis ingår i släktet Eumida och familjen Phyllodocidae. Arten är reproducerande i Sverige. Inga underarter finns listade i Catalogue of Life.